# Пінолі
Пінолі (ісп. Pinole) — популярне у Південній та Центральній Америці борошно зі смаженої кукурудзи та інших домішків (какао, агава, кориця, насіння чіа, ваніль або інші спеції). Отриманий порошок можна використовувати для приготування каш, напоїв, випічки, тортильї. Слово походить з мови науатль. Також пінолі можна готувати з насіння Stanleya pinnata.
Пінолі відоме тим, що є основою витривалості бігунів племені тараумара, тому його пропагують на вегетаріанських сайтах для спортсменів.

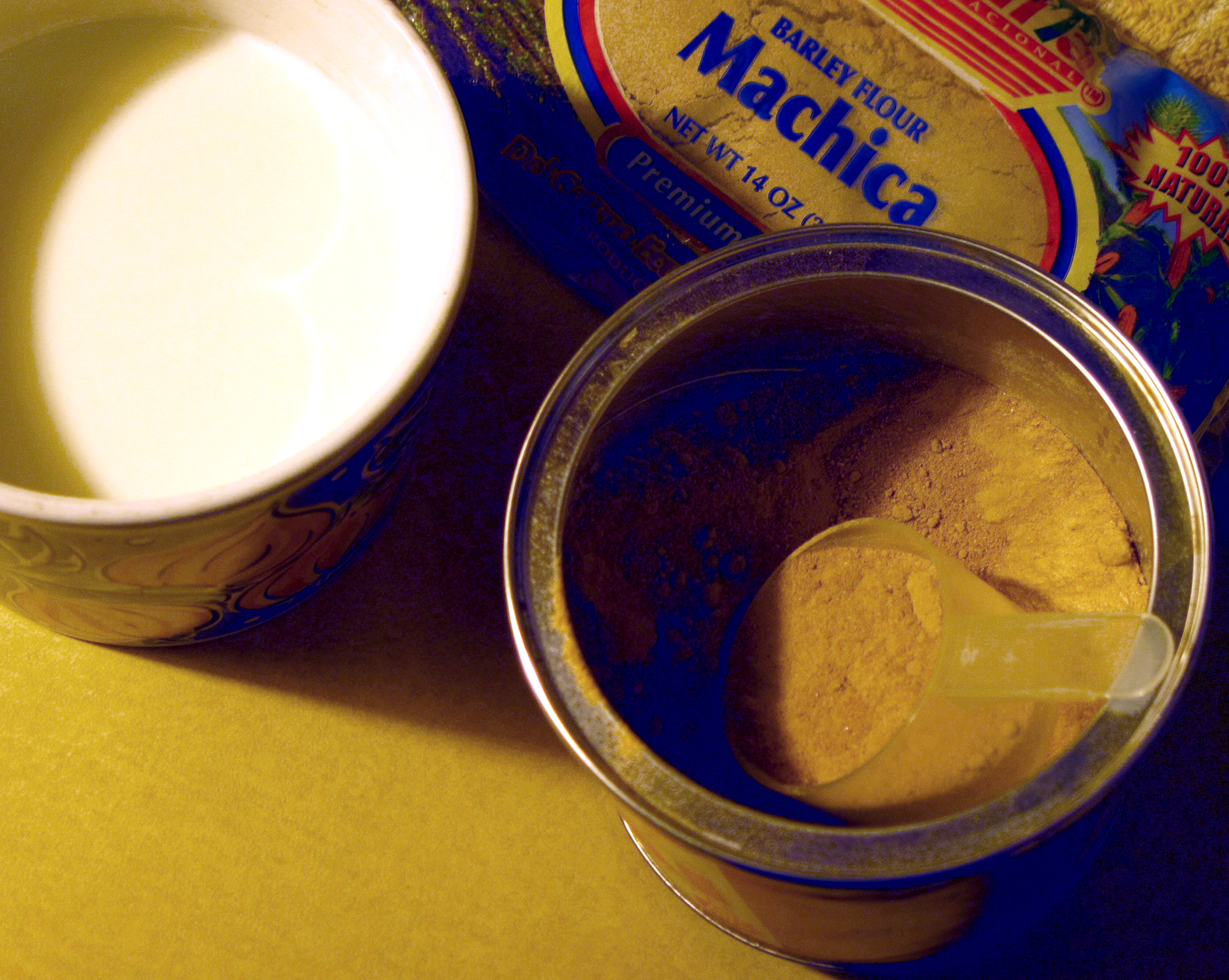
Пінолі в залізній банці